# Minos (diàleg)
Minos és un dels diàlegs de Plató, amb Sòcrates i un acompanyant. La seva autenticitat és posada en dubte per W. R. M. Lamb, pel seu caràcter insatisfactori, encara que ell ho considera una imitació "bastant capaç i creïble de les primeres obres de Plató". Edith Hamilton i Cairns Huntington ni tan sols l'inclouen entre les obres espúries de Plató en els seus Collected Dialogues. Leo Strauss, per contra, considera que el diàleg és prou autèntic com per escriure un comentari sobre aquest.
El diàleg comença amb Sòcrates demanant al seu company sense nom: "Què és la llei per a nosaltres?" A continuació, procedeix a examinar la naturalesa del dret abans de lloar Minos, rei de Creta i un antic enemic d'Atenes. Sòcrates defensa una extraordinària definició de la llei com allò que "vol ser el descobriment del que és", en comparació amb la de més sentit comú que la llei és decretar l'"opinió oficial" d'una ciutat. L'elogi culminant de Minos sembla part de la intenció de Sòcrates per alliberar la companyia de la lleialtat a Atenes i les seves opinions.